# Rotonde décagonale
La rotonde décagonale (ou parfois rotonde pentagonale), consistant en une moitié d’icosidodécaèdre ou aussi en une moitié d’orthobirotonde décagonale - et répertoriée solide de Johnson J6, est une figure géométrique transformée en elle‑même par une ou plusieurs rotations d’un cinquième de tour, autour de son axe dans un sens ou dans l’autre. Parmi les quatre‑vingt douze solides décrits, nommés et classés en 1966 par Norman Johnson, la « coupole décagonale » est un dodécaèdre (à douze faces), alors que les faces d’une rotonde décagonale sont les seize d’un icosidodécaèdre situés d’un même côté d’une section équatoriale régulière, plus cette section décagonale (soit dix‑sept faces au total).